# Spiderman of the Rings
Albums de Dan Deacon
Acorn Master
(2006) Bromst
(2012)
Spiderman of the Ring est un album du musicien américain Dan Deacon, sorti le 24 mars 2009 sur le label Carpark Records. Le single "The Crystal Cat" a été classé 84e par Rolling Stone parmi les 100 meilleures chansons de 2007 . Pitchfork a classé "Wham City" 30e par  parmi les 100 meilleurs morceaux de 2007  et l'album 24e parmi les 50 meilleurs albums de 2007 .

## Liste des morceaux
| 1.    | Wooody Wooodpecker | 3:50  |
| 2.    | The Crystal Cat    | 3:53  |
| 3.    | Wham City          | 11:45 |
| 4.    | Big Milk           | 4:25  |
| 5.    | Okie Dokie         | 2:37  |
| 6.    | Trippy Green Skull | 4:00  |
| 7.    | Snake Mistakes     | 4:11  |
| 8.    | Pink Batman        | 5:04  |
| 9.    | Jimmy Joe Roche    | 5:58  |
| 46:10 |                    |       |